# Peter Ambrosius Rasmussen
|  | Der er flere personer med navnet Peter Rasmussen. |
Peter Ambrosius Rasmussen (25. december 1918 i Brande - 8. juli 1992) var en dansk filmfotograf, der blandt andet fotograferede nogle af Hakon Mielches film om eksotiske steder i verden, fx Risdyrkning på Bali og Jorden rundt på 80 minutter.